# Geografía de la pobreza
La geografía de la pobreza es una rama de la Geografía social que se preocupa por la distribución de la pobreza en un espacio territorial determinado indagando sobre sus relaciones con la sociedad y el medio que les rodea.
Un estudio recurrente en la geografía de la pobreza ha sido, desde sus orígenes, la búsqueda de relaciones deterministas entre el medio físico y el nivel de renta de la población a escala global. Esto es, intentando comprobar las relaciones entre subdesarrollo y latitud o acceso costero para demostrar un determinismo geográfico en el nivel de desarrollo de los diferentes países.